# Карлскога
Карлскога (швед. Karlskoga) је један од великих градова у Шведској, у средишњем делу државе. Град је у оквиру Округа Еребро, где је друго по величини значају насеље. Карлскога је истовремено и седиште истоимене општине.

## Природни услови
Град Карлскога се налази у средишњем делу Шведске и Скандинавског полуострва. Од главног града државе, Стокхолма, град је удаљен 240 км западно.
Рељеф: Карлскога се развила у унутрашњости Скандинавског полуострва, у историјској области Нерке. Подручје града је брдовито, а надморска висина се креће 100-130 м.
Клима у Карлскоги је континентална са утицајем мора и крајњих огранака Голфске струје. Стога су зиме блаже, а лета свежија у односу на дату географску ширину.
Воде: Карлскога се сместила на северној обали језера Мекелн. Око града има више мањих језера.

## Историја
Први насеље на месту данашње Карлскоге настало је у 16. веку. 1586. године ту је подигнута црква. У 17. веку овде је пронађена руда гвожђа, што је довело до наглог развоја насеља.
У другој половини 19. века долази до највећег обима производње гвожђа. Коначно, 1940. године Карлскога добија градска права.

## Становништво
Карлскога је данас град средње величине за шведске услове. Град има око 27.000 становника (податак из 2010. г.), а градско подручје, тј. истоимена општина има око 30.000 становника (податак из 2012. г.). Последњих деценија број становника у граду опада.
До средине 20. века Карлскогу су насељавали искључиво етнички Швеђани. Међутим, са јачањем усељавања у Шведску, становништво града је постало шароликије, али опет мање него у случају других већих градова у држави.

## Привреда
Данас је Карлскога савремени град са посебно развијеном индустријом. Последње две деценије посебно се развијају трговина, услуге и туризам.

## Галерија
- Средиште Карлскоге
- Главна градска црква
- Ледена дворана у Карлскоги